# Naide Gomes
Enezaide do Rosário »Naide« da Vera Cruz Gomes, svetotomaževsko in prinčansko-portugalska atletinja, * 20. november 1979, Sveti Tomaž in Princ.
Od leta 2002 je nastopala za Portugalsko. Nastopila je na poletnih olimpijskih igrah v letih 2000, 2004 in 2008, leta 2004 je dosegla trinajsto mesto v sedmeroboju. Na svetovnih dvoranskih prvenstvih je osvojila zlato, srebrno in bronasto medaljo v skoku v daljino ter zlato v peteroboju, na evropskih prvenstvih dve srebrni medalji v skoku v daljino, na evropskih dvoranskih prvenstvih pa dve zlati in srebrno medaljo v skoku v daljino ter srebrno medaljo v peteroboju.